# 藏桂乡
藏桂乡，是中华人民共和国新疆维吾尔自治区和田地區皮山县下辖的一个乡镇级行政单位。

## 行政区划
藏桂乡下辖以下地区：
库勒艾日克村、亚博依村、英其开艾日克村、亚村、塔提让村、兰干村、英吾斯塘村、布拉克村、库木博依村和亚曼亚农场村。